# Таранта Пелиња
Таранта Пелиња (итал. Taranta Peligna) је насеље у Италији у округу Кјети, региону Абруцо.
Према процени из 2011. у насељу је живело 399 становника. Насеље се налази на надморској висини од 491 м.

## Становништво
Према резултатима пописа становништва 2011. у општини је живело 399 становника.
| 1931. | 1936. | 1951. | 1961. | 1971. | 1981. | 1991. | 2001. | 2011. |
| ----- | ----- | ----- | ----- | ----- | ----- | ----- | ----- | ----- |
| 1.230 | 1.227 | 1.188 | 1.107 | 906   | 732   | 632   | 521   | 399   |